# Dexter Scott King

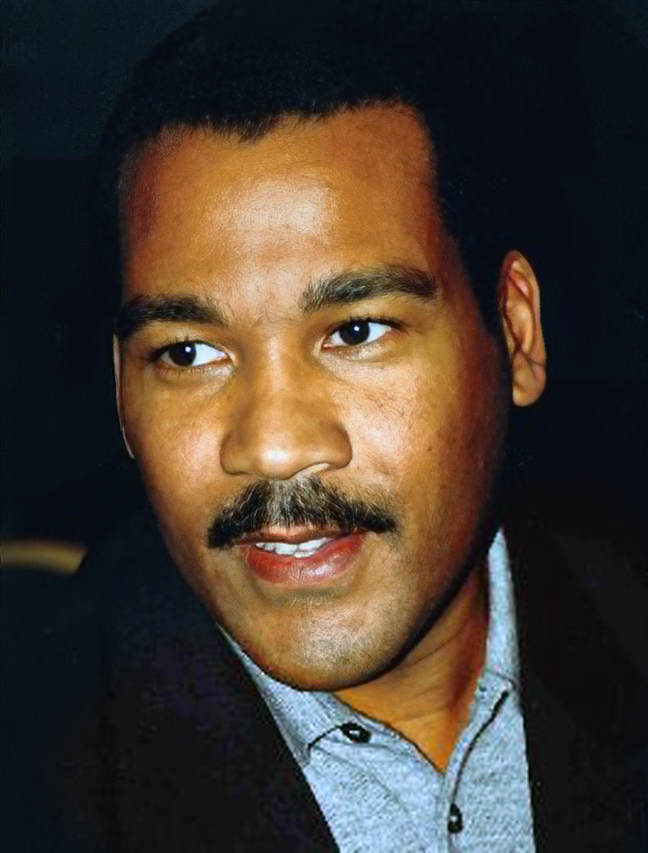
Dexter Scott King (1999)

Dexter Scott King (* 30. Januar 1961 in Atlanta, Georgia; † 22. Januar 2024 in Malibu, Kalifornien) war ein US-amerikanischer Bürgerrechtler, Dokumentarfilmer und Schauspieler und Sohn von Martin Luther King.

## Leben und Wirken

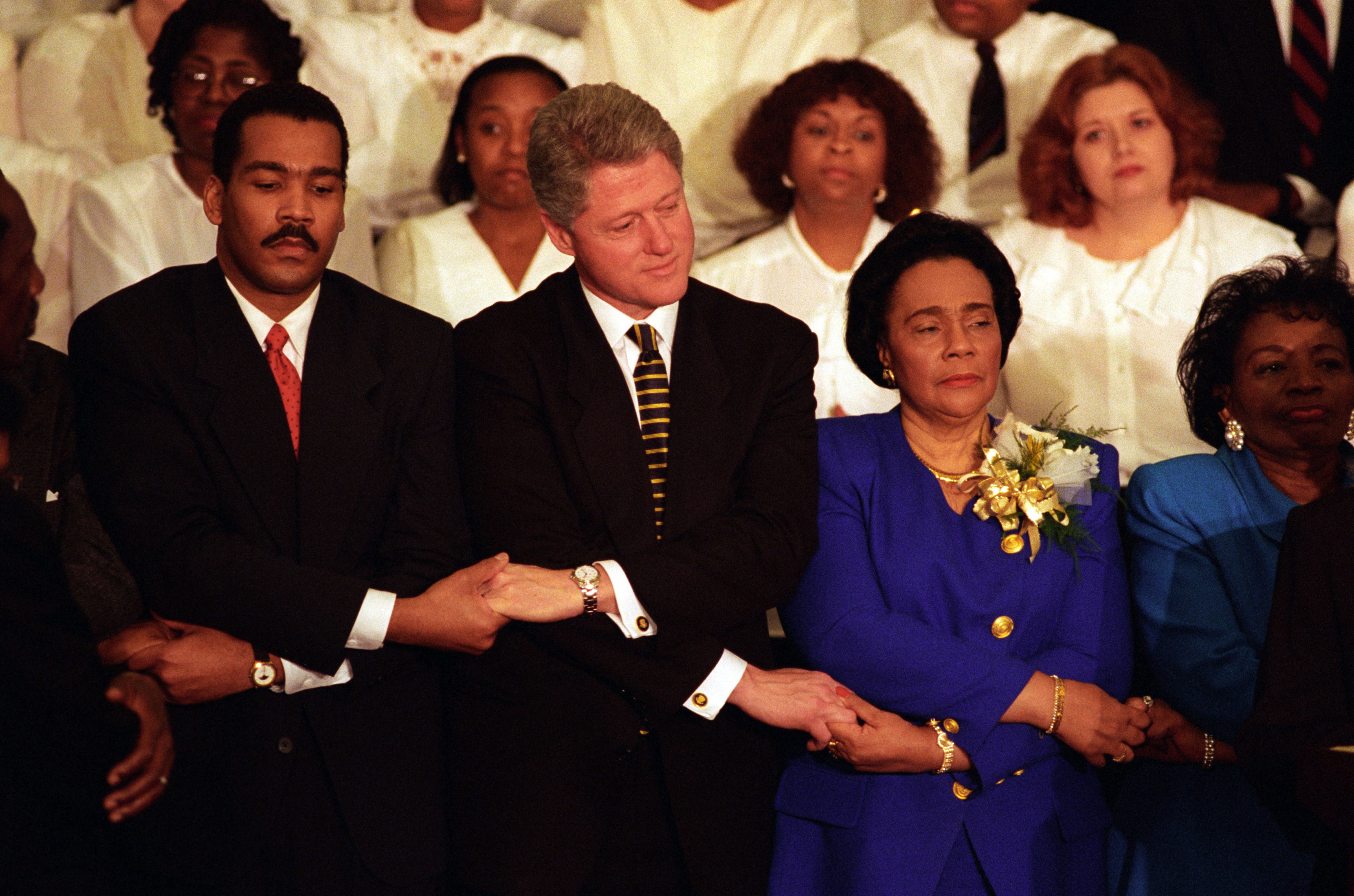
Dexter Scott King mit Präsident Bill Clinton und Coretta Scott King (1996)

Dexter Scott King wurde als das dritte Kind von Martin Luther King und dessen Frau Coretta Scott geboren. Er war der Bruder von Yolanda King († 2007), Martin Luther King III und Bernice King. Den Namen „Dexter“ erhielt er nach der Dexter Avenue Baptist Church in Montgomery (Alabama), wo sein Vater als Pastor wirkte.
Dexter King absolvierte das Morehouse College und studierte Betriebswirtschaftslehre. Als Bürgerrechtler setzte er die Arbeit seiner Eltern fort. Seine filmische Karriere begann er im Jahr 1977 mit der Darstellung eines in der Bürgerrechtsbewegung engagierten Studenten. 1999 produzierte er den für den Emmy in der Kategorie „Best Animated Program“ nominierten Animationsfilm Our Friend Martin, der an das Leben seines Vaters angelehnt war. Im Jahr 2002 spielte er die Rolle seines Vaters im von CBS produzierten Fernsehfilm The Rosa Parks Story.
King sorgte in den 1990er Jahren für  Aufsehen, als er öffentlich erklärte, er halte den des Mordes an seinem Vater für schuldig befundenen und verurteilten James Earl Ray für unschuldig. Bei einem Treffen mit Ray im Jahr 1997 in einem Gefängnis in Nashville beteuerte Ray, dass er nicht der Mörder sei. King erwiderte, dass er und seine Familie dies glaubten.
Seit 2005 war er Vorsitzender und Präsident des King Center for Nonviolent Social Change (kurz King Center) in Atlanta, das 1968 nach dem Tod von Martin Luther-King von dessen Witwe Coretta Scott ins Leben gerufen worden war. Außerdem war er Präsident des King-Nachlasses und kontrollierte das Vermögen der Familie gemeinsam mit seinen beiden Geschwistern. 
Im Jahr 2014 kam es zu Auseinandersetzungen zwischen den Geschwistern, als Dexter King und sein Bruder Martin Luther King III versuchten, den Friedensnobelpreis, mit welchem ihr Vater 1964 ausgezeichnet worden war, sowie seine Reisebibel zu veräußern, womit ihre Schwester Bernice King nicht einverstanden war. Die Streitigkeiten wurden durch Vermittlung des ehemaligen US-Präsidenten Jimmy Carter beigelegt.
King war seit 2013 mit der Unternehmerin und früheren Fernsehjournalistin Leah Weber verheiratet und hatte keine Kinder. Er starb am 22. Januar 2024 im Alter von 62 Jahren nach Kampf gegen eine Krebserkrankung im Schlaf in seinem Haus in Malibu.

## Autobiografie
- mit Ralph Wiley: Growing Up King. An Intimate Memoir. Warner, New York 2003.

## Filmografie (Auswahl)
Als Schauspieler
- 1976: Schwarze Revange (Originaltitel Emma Mae)

- 1978: King
- 1986: King Holiday (King Dream Chorus & Holiday Crew)

- 1999: Our Friend, Martin

- 2002: The Rosa Parks Story
- 2004: Missing – Verzweifelt gesucht (Episode Lost Sister)

Als Produzent / Co-Produzent
- 1986: King Holiday (King Dream Chorus & Holiday Crew)

- 1988: Living the Dream: A Tribute to Dr. Martin Luther King Jr.

Quelle: